# Université des sciences et technologies de Mbarara
L'université des sciences et technologies de Mbarara (en anglais : Mbarara University of Science and Technology) est un établissement d'enseignement supérieur situé à Mbarara, au sud-ouest de l'Ouganda.

## Historique
L'université des sciences et technologies de Mbarara (Mbarara University of Science and Technology, MUST) a été fondée en 1989 à la suite d'une décision du gouvernement ougandais de l'époque.

## Composition
L'université des sciences et technologies de Mbarara est composée de trois facultés et de deux instituts : 

### Facultés
- Faculté de médecine
- Faculté des sciences
- Faculté d'études du développement

### Instituts
- Institut de conservation de la forêt tropicale
- Institut des sciences informatiques